# Berekum Arsenal F.C.
Berekum Arsenal Football Club là một câu lạc bộ bóng đá Ghana đến từ Berekum, là thành viên của Division One League. Sân nhà của câu lạc bộ là Sân vận động thể thao Berekum.
Tên và trang phục của câu lạc bộ được lấy ý tưởng từ Arsenal F.C.

## Đội hình hiện tại
Ghi chú: Quốc kỳ chỉ đội tuyển quốc gia được xác định rõ trong điều lệ tư cách FIFA. Các cầu thủ có thể giữ hơn một quốc tịch ngoài FIFA.
| Số | VT | Quốc gia | Cầu thủ           |
| -- | -- | -------- | ----------------- |
| —  | TM | Ghana    | Haruna Razak      |
| —  | TM | Ghana    | Thomas Tuah Asare |
| —  | HV | Ghana    | Francis Aggrey    |
| —  | HV | Ghana    | Bawa Mohammad     |
| —  | HV | Ghana    | Saliu Yakubu      |
| —  | HV | Nigeria  | Emmanuel Okereke  |
| —  | HV | Ghana    | Osman Sakora      |
| —  | HV | Ghana    | Abdulai Seidu     |
| —  | TV | Ghana    | Sulley Abu        |
| —  | TV | Ghana    | Philip Boampong   |
| —  | TV | Ghana    | Stephen Amankwah  |
| —  | TV | Ghana    | Simon Fennell     |

| Số | VT | Quốc gia | Cầu thủ               |
| -- | -- | -------- | --------------------- |
| —  | TV | Ghana    | Shaibu Adams          |
| —  | TV | Ghana    | Emmanuel Osei Kuffour |
| —  | TV | Ghana    | Osei Bonsu            |
| —  | TV | Ghana    | Ibrahim Dauda         |
| —  | TV | Ghana    | Samuel Yaw Owusu      |
| —  | TV | Ghana    | Michael Owusu         |
| —  | TV | Ghana    | Godwin Tannor         |
| —  | TV | Ghana    | Bennet Ofori          |
| —  | TĐ | Ghana    | Mohammed Alhassan     |
| —  | TĐ | Ghana    | Ernest Obeng          |
| —  | TĐ | Ghana    | Bright Nsiah          |
| —  | TĐ | Ghana    | Nana Poku             |

## Đội hình dự bị
Ghi chú: Quốc kỳ chỉ đội tuyển quốc gia được xác định rõ trong điều lệ tư cách FIFA. Các cầu thủ có thể giữ hơn một quốc tịch ngoài FIFA.
| Số | VT | Quốc gia | Cầu thủ                |
| -- | -- | -------- | ---------------------- |
| —  |    | Ghana    | Joseph Boateng         |
| —  |    | Ghana    | Kwame Opoku            |
| —  |    | Ghana    | Alex Cobbina           |
| —  |    | Ghana    | Osei Bonsu             |
| —  |    | Ghana    | Ahmed Acquah           |
| —  |    | Ghana    | Stephen Kuma           |
| —  |    | Ghana    | Ebenezer Hackman Danso |
| —  |    | Ghana    | Ernest Appau           |
| —  |    | Ghana    | Michael Boakye         |
| —  |    | Ghana    | Isaac Awuah            |

| Số | VT | Quốc gia | Cầu thủ                |
| -- | -- | -------- | ---------------------- |
| —  |    | Ghana    | Richard Arhin          |
| —  |    | Ghana    | Karikari Mensah        |
| —  |    | Ghana    | Dominic Asubonteng     |
| —  |    | Ghana    | Emmanuel Gaza Amankwah |
| —  |    | Ghana    | Joseph Akoto-Mensah    |
| —  |    | Ghana    | Benjamin Baidoo        |
| —  |    | Ghana    | Patrick Kusi           |
| —  |    | Ghana    | Rauf Suraji            |
| —  |    | Ghana    | George Bobie Ansah     |

## Thành tích ở các giải đấu CAF
- CAF Confederation Cup: 1 lần tham gia

2006 – Vòng Hai